# Corne d'Or
Pour les articles homonymes, voir Corne et Or.
Ne doit pas être confondu avec le Zolotoï Rog à Vladivostok.
 (avril 2017).
Si vous disposez d'ouvrages ou d'articles de référence ou si vous connaissez des sites web de qualité traitant du thème abordé ici, merci de compléter l'article en donnant les références utiles à sa vérifiabilité et en les liant à la section « Notes et références ».

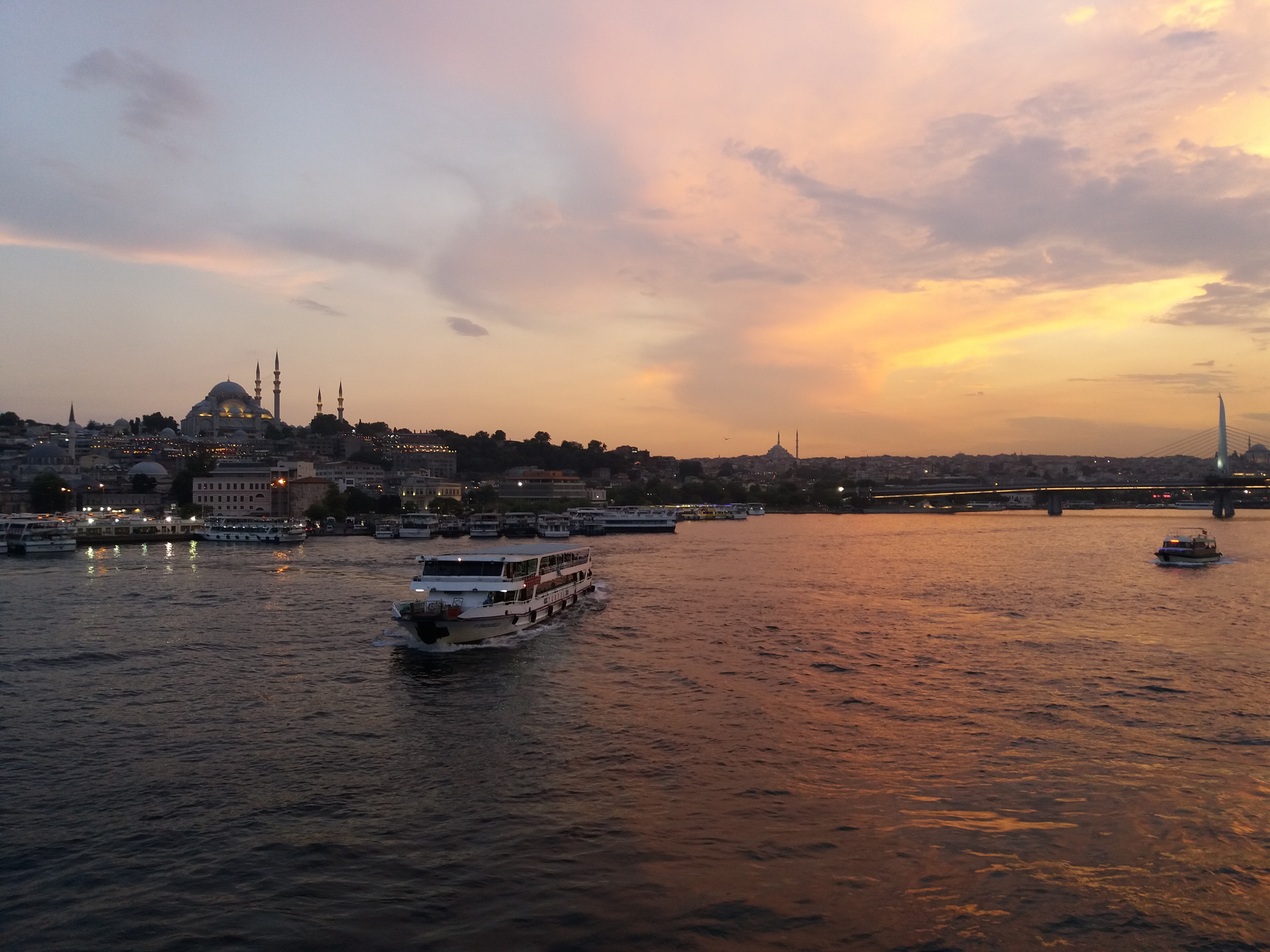
La Corne d'or depuis le pont de Galata.

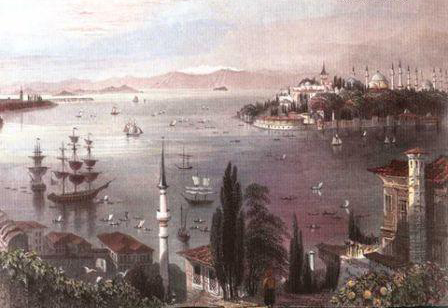
La Pointe du Sérail depuis Pera, avec le Bosphore (à gauche), l'entrée de la Corne d'Or (au milieu et à droite), la mer de Marmara (au loin) et les îles des Princes à l'horizon.

La Corne d’Or (en grec ancien Χρυσόν Κέρας / Khrusón Kéras, en Turc Haliç) est une ria formant l'estuaire commun aux fleuves Alibey Deresi et Kağıthane Deresi qui se jettent dans le Bosphore, à Istanbul. Cet emplacement qui forme un port naturel fut aménagé par les colons grecs pour former la ville de Byzance. Sous l’Empire byzantin, les chantiers navals y étaient installés et un mur d'enceinte le long de la berge protégeait la ville des attaques navales.

## Histoire

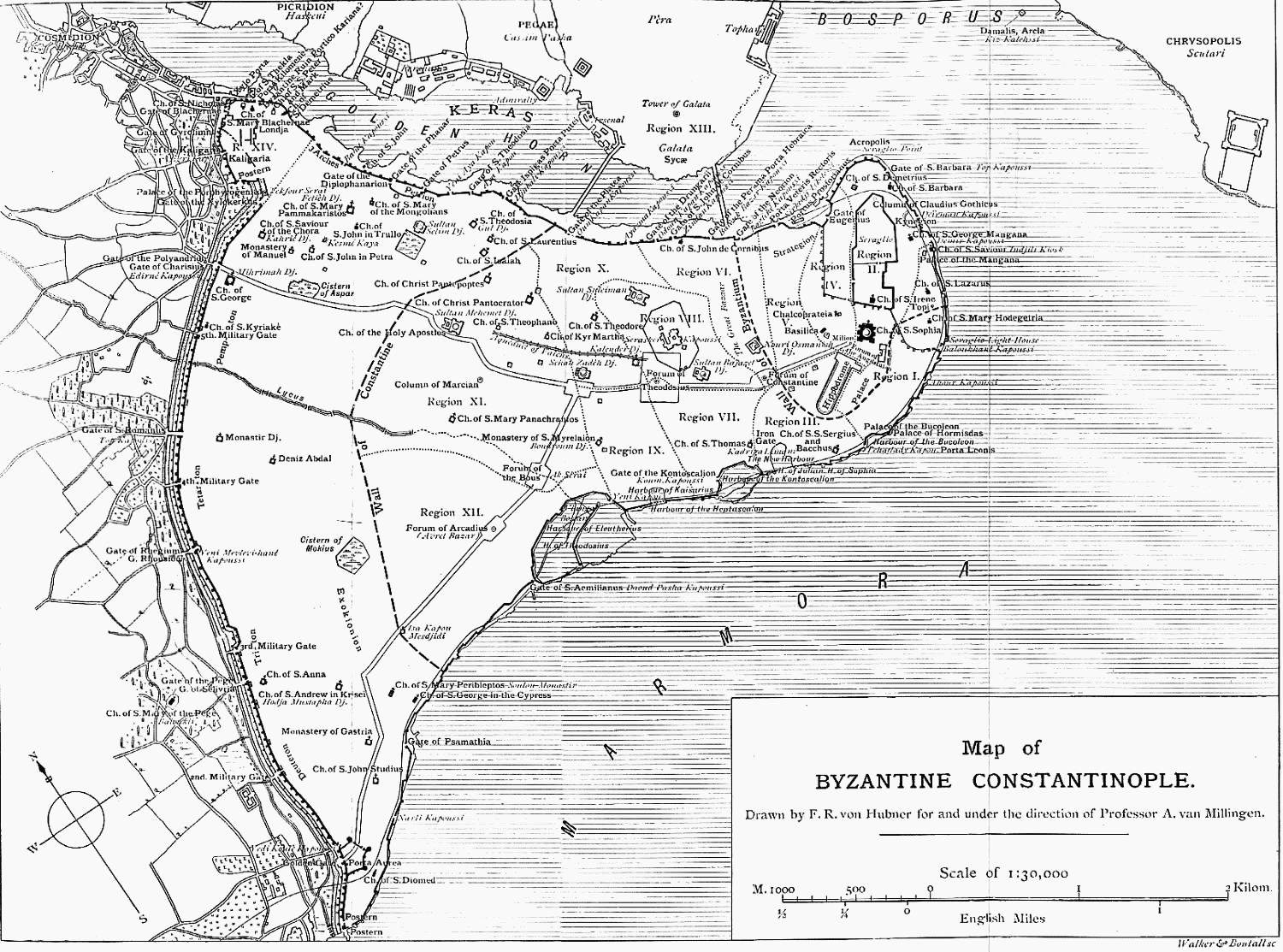
Carte de Constantinople la Byzantine, montrant la Corne d'Or nord de péninsule principale de la ville.

La Corne d'Or est un port naturel profond pour la péninsule qu'elle englobe avec la mer de Marmara. L'Empire byzantin y avait son siège naval, et des murs ont été construits le long du littoral pour protéger la ville de Constantinople des attaques par la mer. À l'entrée de la corne, il y avait une grande chaîne tirée en face de Constantinople jusqu'à l'ancienne tour de Galata (qui était connue sous le nom de Megàlos Pyrgos, la « Grande Tour », en grec chez les Byzantins) sur le côté nord, empêchant les navires indésirables de passer. Cette tour a été en grande partie détruite par les Croisés latins au cours de la quatrième croisade (1204), mais les Génois en ont reconstruit une nouvelle à proximité, la Tour de Galata (1348), qu'ils ont appelée Christea Turris (« Tour du Christ »).
La chaîne a été par trois fois soit cassée soit contournée.
- Au Xe siècle la Rus' de Kiev porta ses bateaux du Bosphore pour les remettre à flot dans la Corne en contournant Galata, les Byzantins les vainquirent grâce au feu grégeois.
- En 1204, pendant la quatrième croisade, les bateaux vénitiens réussirent à casser la chaîne avec un bélier.
- En 1453, les Ottomans du sultan Mehmet II copièrent la tactique de la Rus' de Kiev pendant le siège de la ville : ils portèrent leurs bateaux en contournant Galata et les remirent à flot dans l'estuaire.

Après la prise de Constantinople le 29 mai 1453 par Mehmed le Conquérant, les citoyens grecs, l'Église orthodoxe grecque, les juifs, les marchands italiens, et autres non-musulmans ont commencé à vivre le long de la Corne dans les districts de Fener et Balat. Au XXIe siècle, les deux rives de la Corne d'Or sont habitées, et il y a des parcs le long de chaque rive. La Chambre de commerce d'Istanbul est également située le long de la côte, tout comme les cimetières musulmans, chrétiens et juifs. Le pont de Galata relie les quartiers de Galata et Eminönü. Trois autres ponts, le pont du métro sur la Corne d'Or, le pont Atatürk et le pont Haliç, sont situés en amont. Jusque dans les années 1980, la Corne d'Or était polluée par les déchets industriels, avant d'être nettoyée et de devenir une attraction touristique populaire, appréciée pour son histoire et la beauté du lieu.

## Description
La Corne d'Or est un estuaire préhistorique inondé. Il est long de 7,5 kilomètres et large de 750 mètres. Sa profondeur maximale, là où il rejoint le Bosphore, est d'environ 35 mètres.
Elle est aujourd'hui traversée par quatre ponts. Ils sont d'amont en aval :
- pont de la Corne d'Or (Haliç Köprüsü 1974, 1996) ;
- pont Atatürk (Hayrat Köprüsü, devenu Atatürk Köprüsü 1939) ;
- pont du métro sur la Corne d'Or (2014) ;
- pont de Galata (Galata Köprüsü 1845, 1863, 1875, 1912, 1994).

## Le pont de Léonard de Vinci

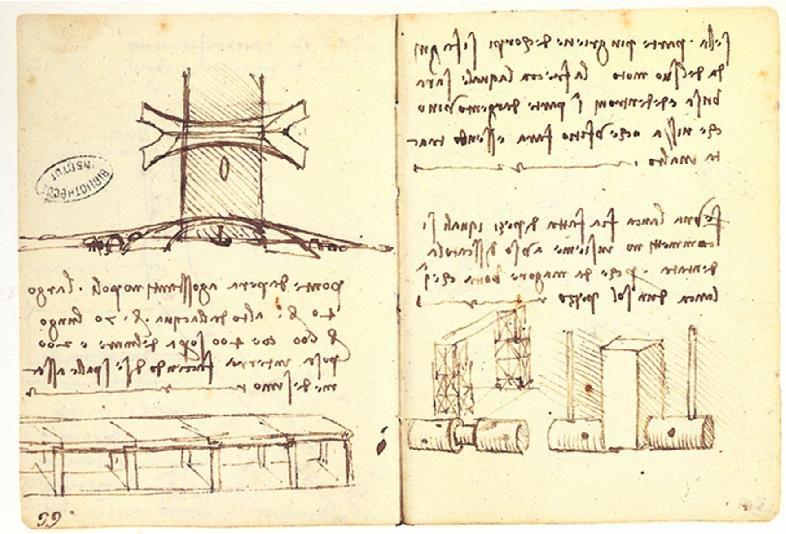
Dessin du pont de la Corne d'Or, Léonard de Vinci.

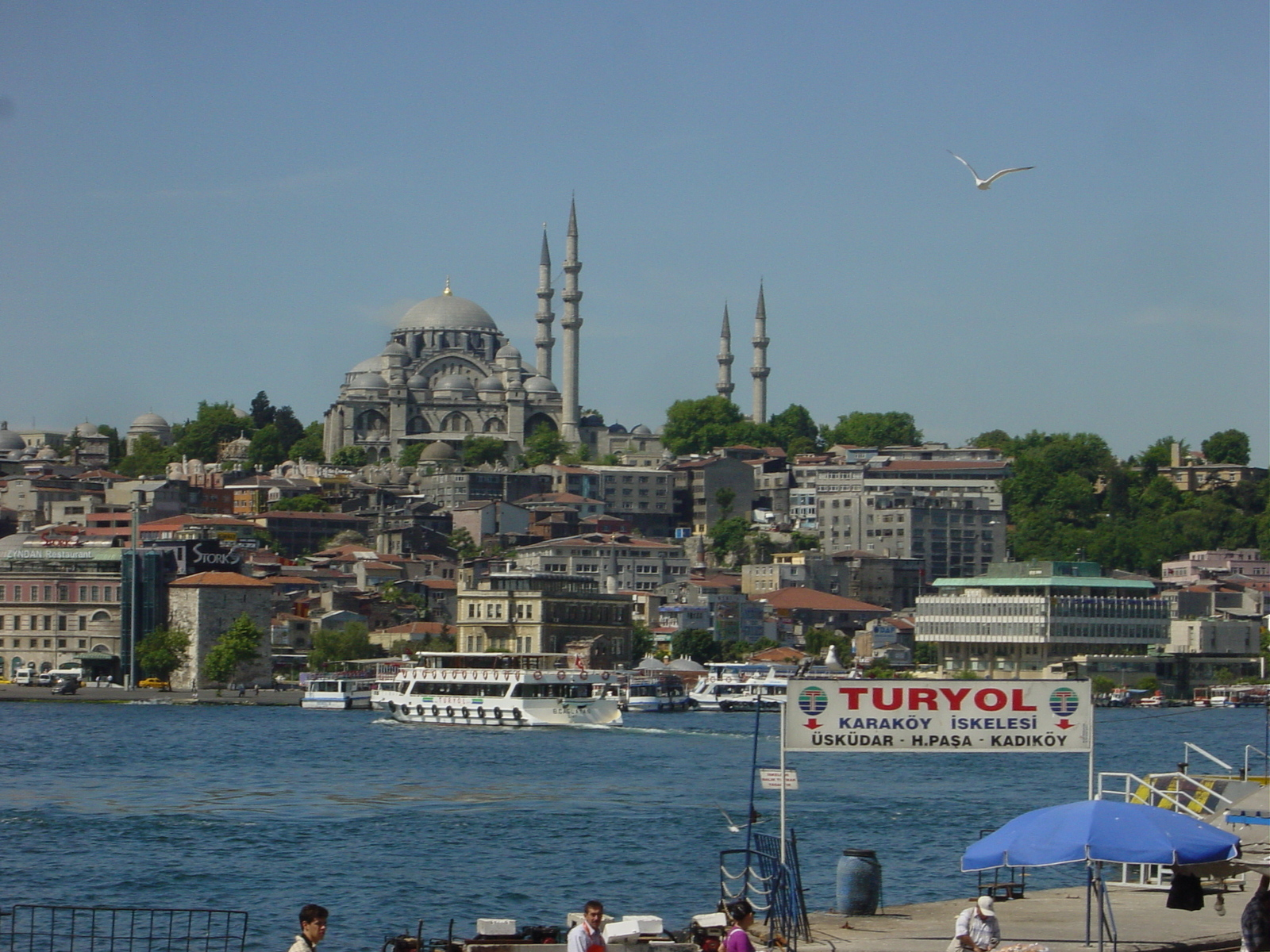
Vue de la mosquée Süleymaniye depuis Karaköy au-dessus de la Corne d'Or.

En 1502, Léonard de Vinci a produit le dessin d'un pont au-dessus de la Corne d'Or avec une travée unique de 720 pieds (240 mètres) dans le cadre d'un projet de génie civil pour le sultan Bayezid II. Sa vision a été ressuscitée en 2001, quand une petite passerelle de Léonard de Vinci a été construite près de Ås en Norvège.
Le 17 mai 2006, il a été annoncé que le Premier ministre turc Recep Tayyip Erdoğan et le maire d'Istanbul Kadir Topbaş avaient décidé de ressusciter le projet de pont de Léonard de Vinci. Les études de faisabilité et d'urbanisme du projet ont commencé plus tôt, en 1999. Après cinq siècles, le projet de pont de Léonard de Vinci traversant la Corne d'Or deviendra le premier projet architectural du génie de la Renaissance à être réalisé à la taille identique.

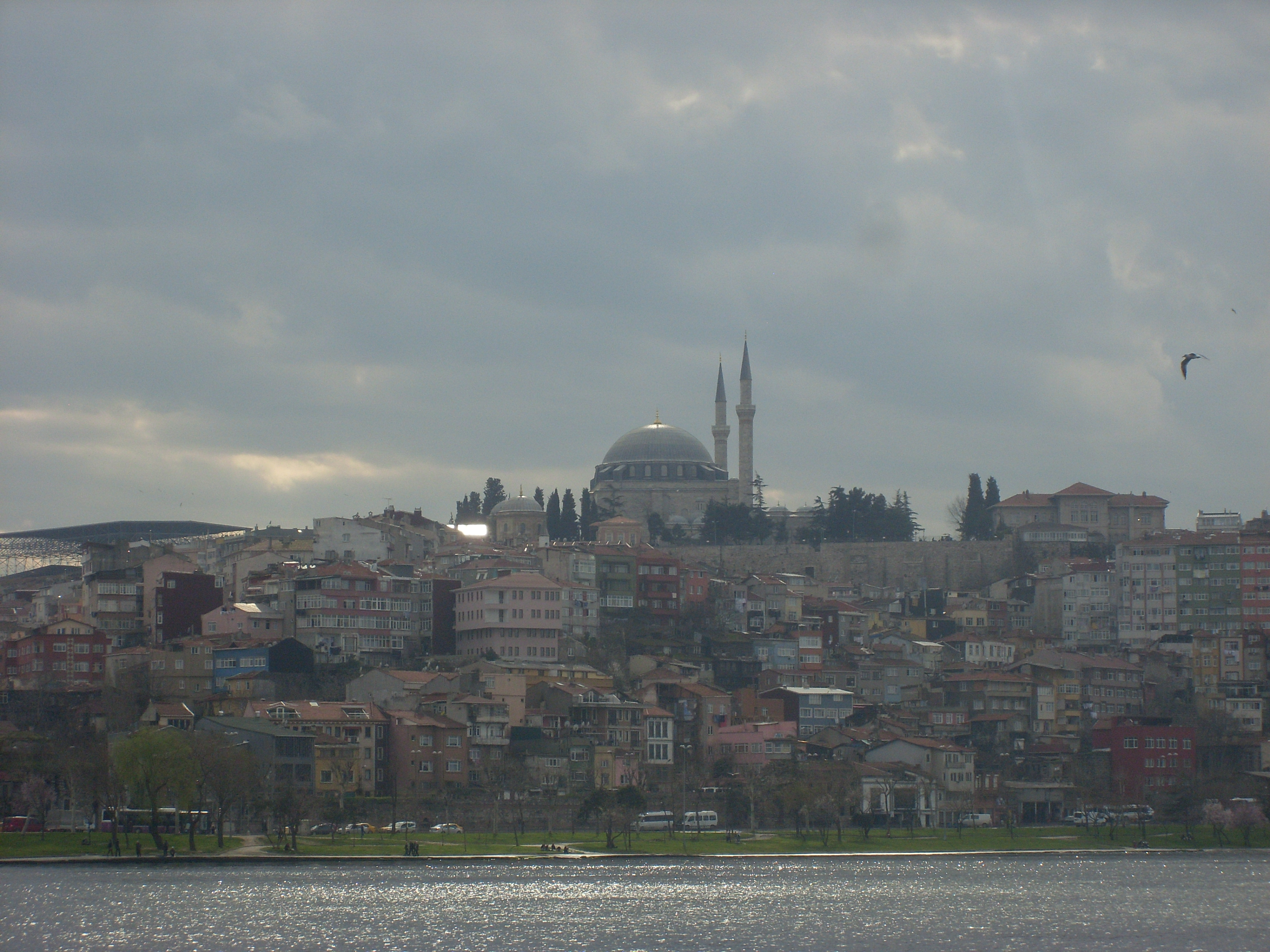
Mosquée du sultan Selim Ier depuis la Corne d'Or (mars 2013).

L'architecte turc chargé de la construction est Bülent Güngör, connu pour la restauration du palais Çırağan, le palais de Yıldız, et le monastère Sümela. Le pont sera une copie exacte de la conception de Léonard de Vinci, avec une seule travée de 720 pieds (240 m), une largeur de 8 mètres et une hauteur au-dessus de la Corne d'Or à 24 mètres, comme indiqué sur ses croquis.

## Activité
La Corne d'Or a accueilli la 4e manche du Red Bull Air Race World Series pour la première fois le 29 juillet 2006.

## Galerie

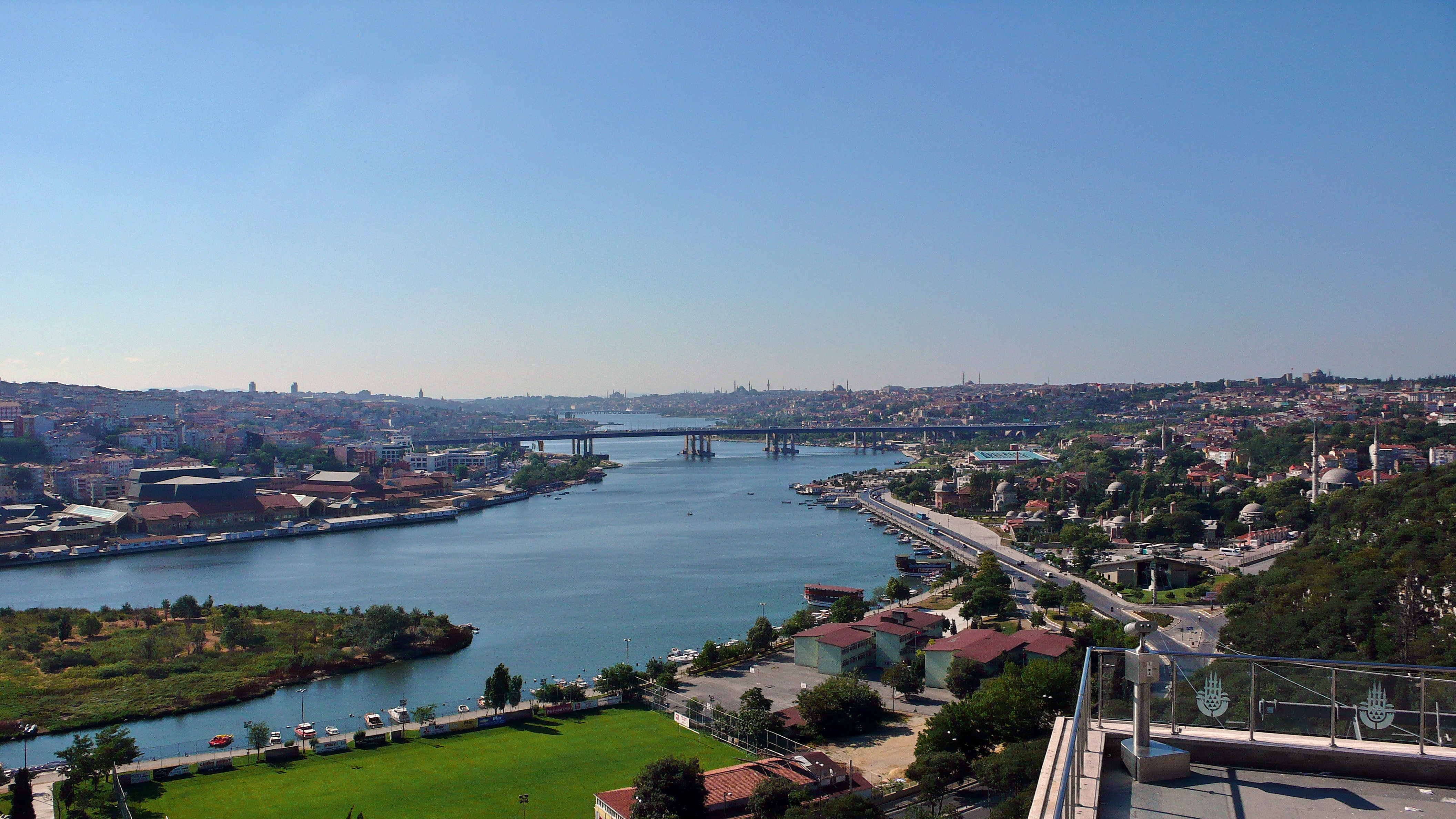
Vue depuis le Café Pierre Loti.
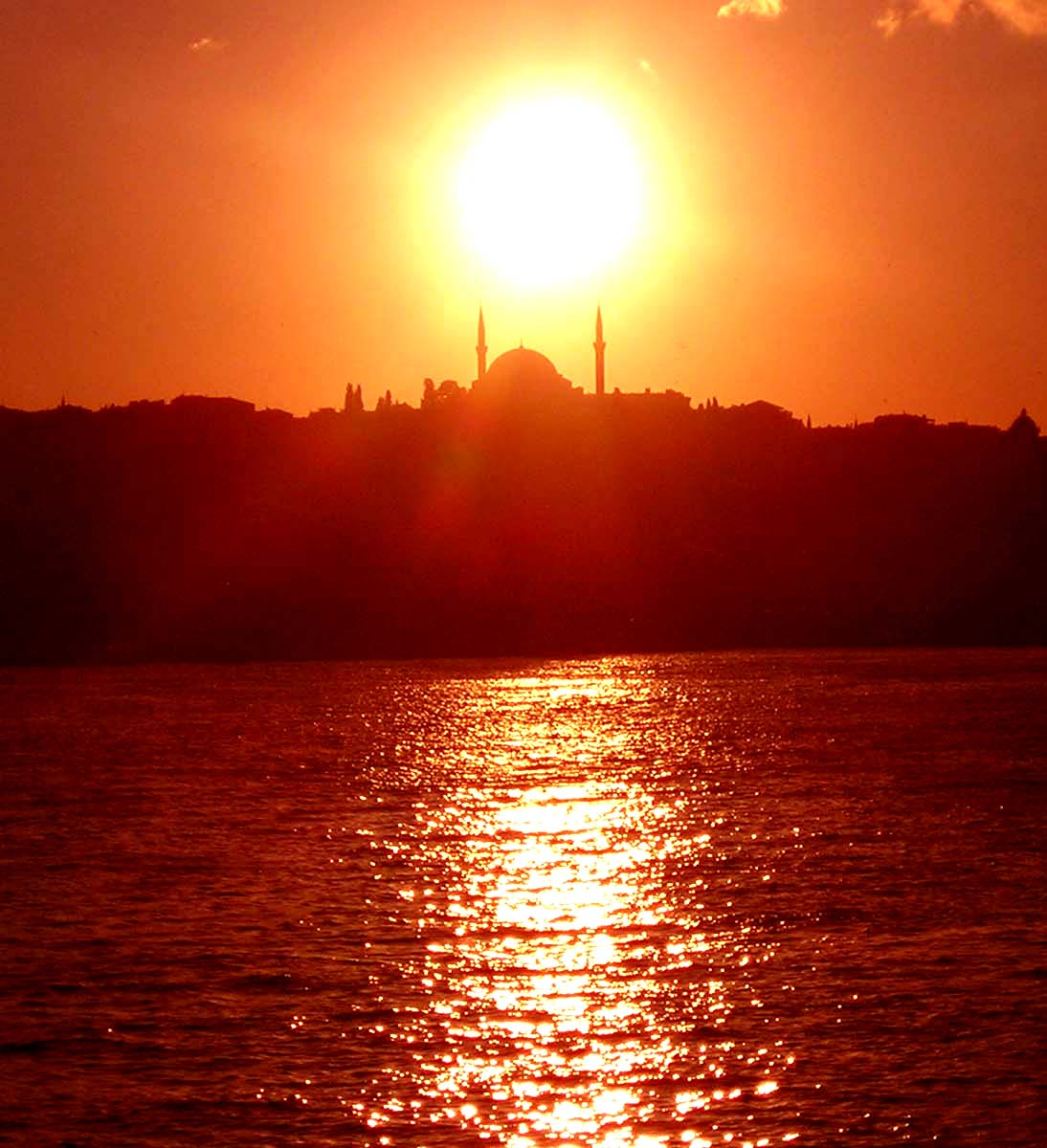
Coucher de soleil sur la Corne d'Or.
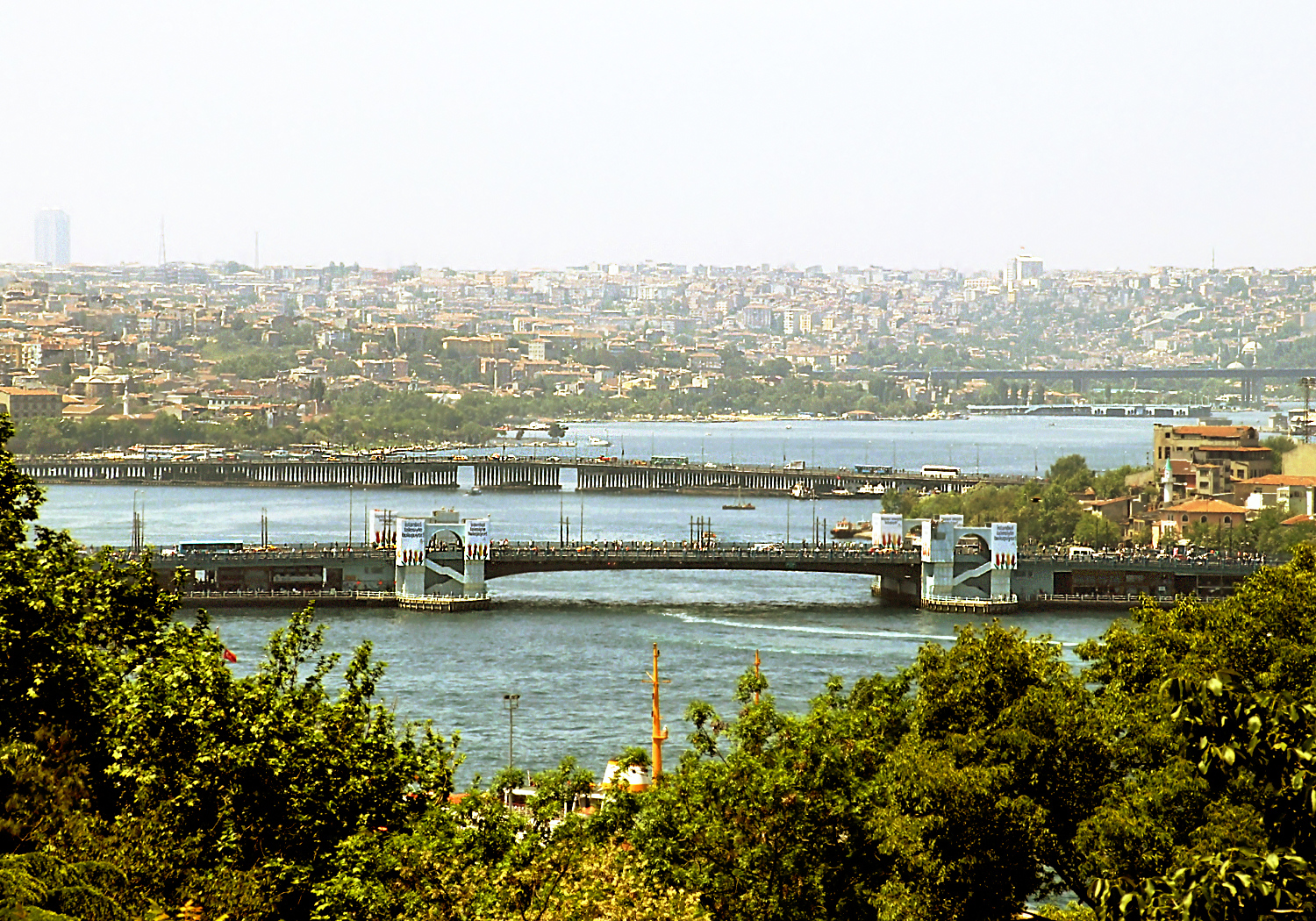
Vue depuis le palais de Topkapı.